# Gmina Istočna Ilidža
Gmina Istočna Ilidža (serb. Општина Источна Илиџа / Opština Istočna Ilidža) – gmina w Bośni i Hercegowinie, w Republice Serbskiej, w mieście Sarajewo Wschodnie. W 2013 roku liczyła 14 437 mieszkańców.